# Fort Hall
Fort Hall é uma Região censo-designada localizada no estado americano de Idaho, no Condado de Bannock e Condado de Bingham.

## Demografia
Segundo o censo americano de 2000, a sua população era de 3193 habitantes.

## Geografia
De acordo com o United States Census Bureau tem uma área de
91,1 km², dos quais 91,1 km² cobertos por terra e 0,0 km² cobertos por água. Fort Hall localiza-se a aproximadamente 1362 m acima do nível do mar.

## Localidades na vizinhança
O diagrama seguinte representa as localidades num raio de 36 km ao redor de Fort Hall.